# Epsilon in Malaysian Pale
Epsilon in Malaysian Pale è il secondo album da solista di Edgar Froese, pubblicato nel 1975 dalla Virgin.

## Il disco
Il secondo album solista di Froese uscì pochi mesi dopo l'album del gruppo Rubycon, ispirato dalle visioni dei paesaggi di Asia e Australia, dove la band era stata in tour prima che il musicista cominciasse la registrazione dell'album. Seguendo l'evoluzione sonora che caratterizzò anche il gruppo, presenta un sound più accessibile rispetto al predecessore. L'album è composto da due lunghe suite, com'era accaduto anche in Rubycon, che alternano momenti di vicinanza alla musica ambient a sprazzi sonori più simili a quelli dei lavori precedenti, ma caratterizzati dalla presenza di melodie più orecchiabili.
Nell'album, Froese ricorre spesso all'utilizzo di tape loop, assieme all'usuale strumentazione composta da tastiere e sintetizzatori.
Pitchfork ha inserito l'album al quarantaseiesimo posto degli album ambient migliori di tutti i tempi.

## Tracce
Musiche di Edgar Froese.
1. Epsilon in Malaysian Pale – 17:00
2. Marouba Bay – 17:15

Durata totale: 34:15

## Musicisti
- Edgar Froese - tutti gli strumenti (tastiere, sintetizzatori, tape loop, effetti sonori).